# 烏金拓

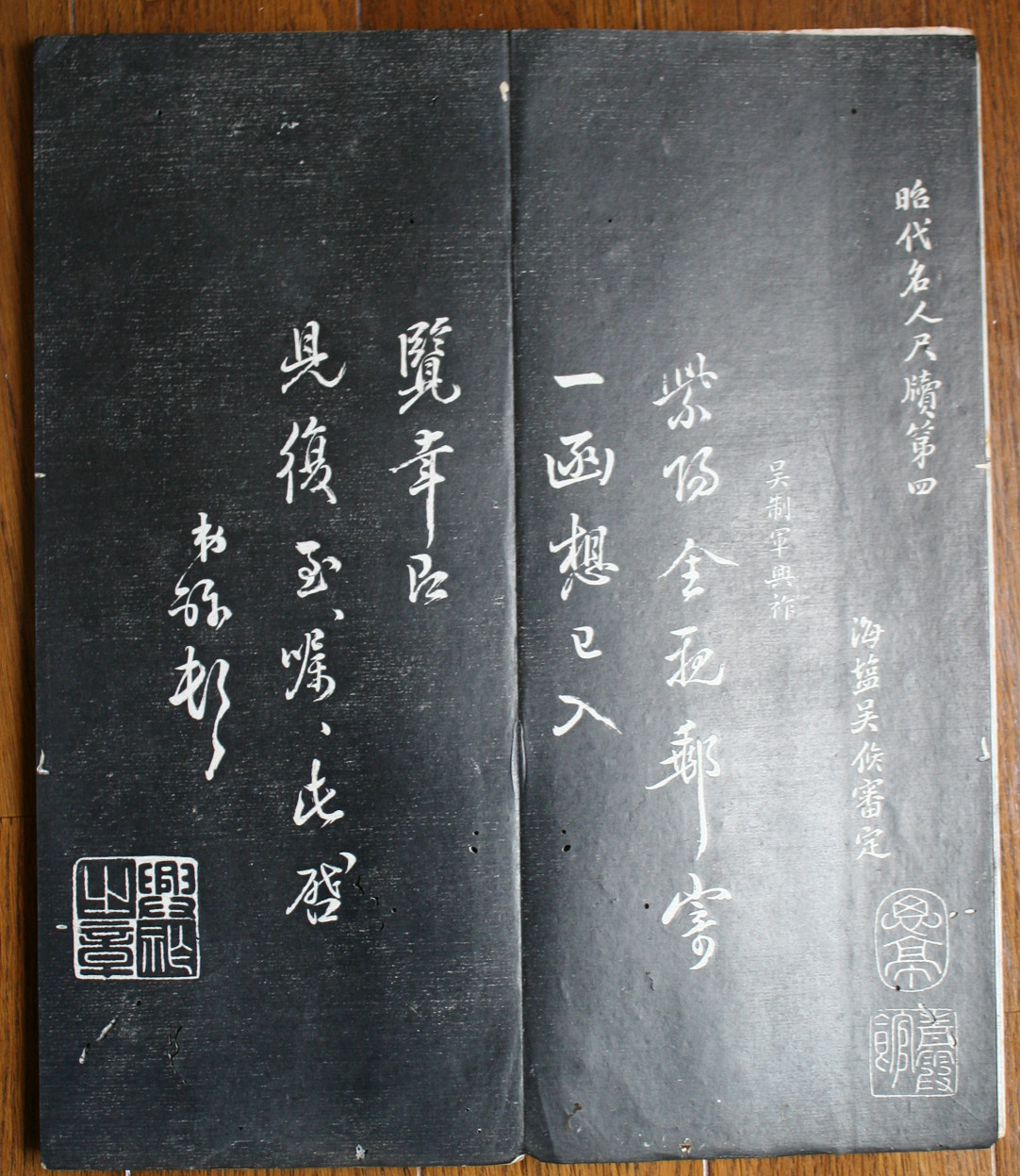
昭代名人尺牘

烏金拓（うこんたく、うきんたく）は烏の羽根のように真っ黒にとった拓本のこと。対して「蝉翼拓」（せんよくたく）は蝉の羽根のように薄くとったものをいう。
もともと中国で拓本が生まれたのは、碑文を写し取るためだったので比較的濃く採るのを基本としていた。その後書道のテキスト（碑帖）として有名な碑、特に文が有名であったり、書家が有名なものが手本として使われるようになると、黒白がはっきりしている方が役に立つため、中国の拓本はほとんどが真っ黒に近いものになった。
清朝になって白い紙（桃花紙）が出てくると、油煙墨を使ってピカピカになるほど上墨した拓本が生まれた。これが烏金拓である。この真っ黒にとる拓本はどうしても紙を抜けて対象物に墨を少し移してしまう。度重なれば対象物は真っ黒になってしまい、中国の多くの碑はこのため汚れている。今日では文化財保護の立場から、烏金拓は推奨されていない。